# 広島市医師会運営・安芸市民病院
広島市医師会運営・安芸市民病院（ひろしましいしかいうんえい・あきしみんびょういん）は、広島県広島市安芸区畑賀にある医療機関。広島市が開設し、指定管理者として広島市医師会が管理運営を受任する病院である。

## 沿革
広島市が結核療養所として開設した広島市立畑賀病院が発祥である。その後、日本医療団による結核療養所の統合により運営主体が日本医療団、ついで厚生省に移り、1974年（昭和49年）に国立療養所畑賀病院となるが、国立病院・療養所の再編成計画により同病院は国立療養所広島病院（現在の国立病院機構東広島医療センター）と統合されることになり、2001年（平成13年）12月1日付をもって広島市に譲渡されることになった。
広島市は広島市医師会に管理委託し、公設民営型の病院として開設した。その後、2006年（平成18年）4月1日に指定管理者制度が導入されたが、非公募で広島市医師会が指定され、引き続き管理運営を担っている。2016年（平成28年）3月31日で10年間の指定期間が終了となるが、引き続き広島市医師会が指定管理者として管理運営を行うことが決まっている。

### 年表
- 1933年（昭和8年） - 広島市立畑賀病院として開設
- 1943年（昭和18年） - 日本医療財団へ移管
- 1947年（昭和22年） - 厚生省へ移管
- 1974年（昭和49年） - 国立療養所畑賀病院と改称
- 2001年（平成13年）12月 - 開設
- 2004年（平成16年）5月 - 緩和ケア病棟・人工透析室開設

## 診療科
- 内科
- 外科
- 呼吸器科
- 循環器科
- リハビリテーション科
- 小児科
- 緩和ケア病棟
- 血液浄化部門（人工透析室）

## 医療機関の指定等
- 保険医療機関
- 救急告示医療機関
- 労災保険指定医療機関
- 指定自立支援医療機関（更生医療）
- 身体障害者福祉法指定医の配置されている医療機関
- 生活保護法指定医療機関
- 結核指定医療機関
- 特定疾患治療研究事業委託医療機関
- 戦傷病者特別援護法指定医療機関
- 原子爆弾被害者医療指定医療機関
- 原子爆弾被害者一般疾病医療取扱医療機関
- 小児慢性特定疾患治療研究事業委託医療機関

## 交通アクセス
- JR山陽本線 安芸中野駅下車、徒歩約20分、タクシー約5分[4]
- JR山陽本線 海田市駅より芸陽バス[5]畑賀線で「安芸市民病院前」バス停下車
  - 6-3,6-5 畑賀線：海田市駅・砂走橋方面 - 安芸市民病院前 - 奥畑
- 中野・中野東地区乗合タクシー[6]